# أشجان (ممثلة)
أشجان (1 يوليو 1973 -)، ممثلة ومغنية إيرانية إمارتية. قدمت في بداية مسيرتها الفنية مسرحيات في طهران وأصدرت شريطها الأول الذي ضمّ تسع أغاني بالعربية والفارسية بعنوان "أصالة في أصالة".

## حياتها ومسيرتها
حاصلة على شهادة ليسانس في الأدب الفارسي من جامعة طهران. شاركت في أعمال مسرحية كمساعدة مخرج وفني صوت قبل أن تكون ممثلة على المسرح، وانخرطت في المجال الفني عن طريق المسرح والسينما والأغاني الإستعراضية، وقدمت دورها المسرحي الأول في إيران في مسرحية بعنوان "عيناها بلون البحر"، ثم انتقلت في أواخر التسعينات إلى الإمارات، وقالت في لقاء معها أنها تعتبر بدايتها الفنية الحقيقية في عام 2000 عندما شاركت في مسرحية "عيناها" من تأليف وإخراج صالح كرامة والتي قدمت في أيام الشارقة المسرحية.
عرفها الجمهور من خلال أدائها الصوتي شخصية أم علاوي في مسلسل الكارتون "فريج"، ثم من خلال الكليب الرمضاني "هل رمضان" مع عبد الله صالح وجابر نغموش.
شاركت في 3 حلقات من المسلسل الكوميدي السعودي سلفي.
كانت عضوًا في لجنة تحكيم مهرجان بغداد الدولي للمسرح بدورته الأولى.

## من أعمالها

### مسلسلات
- فريج 6 (2024)
- وديمة وحليمة ج3 (2024)
- أم هارون (2020)
- صيف بارد (2018)
- قلوب بيضاء (2018)
- سيلفي ج3 (2017)
- طماشة ج6 (2017) - ضيفة شرف
- على قد الحال (2017) - ضيفة شرف
- عام الجمر (2015)
- لو إني أعرف خاتمتي (2015)
- أوراق من الماضي (2014) - ضيفة شرف
- وديمة وحليمة ج2 (2014)
- وديمة وحليمة (2013)

- ريح الشمال 3 (2012)
- الغني والبخيل (2011)
- غشمشم 5 (2010)
- زمن طناف (2010)
- ريح الشمال 2 (2010) - بدور حمدة
- أبلة نورة (2008) - بدور فايقة
- أزهار مريم (2007)
- فريج (2006) - بدور أم علاوي
- امواج هادئه (2005)
- جنون المال (2003)
- لعبة القدر (2002)
- حاير طاير 3 (2001)

### أفلام
- كبريت (2017)

- رائحة الخبز (2015)
- دلافين (2014)
- فندق في المدينة (2009)

## روابط خارجية
- أشجان على موقع قاعدة بيانات الأفلام العربية